# Висоцьке
Висо́цьке — село в Україні, у Рівнянській сільській громаді Новоукраїнського району Кіровоградської області.
Населення становить 103 осіб.
Знаходиться біля роз'їзду Висоцьке.

## Відомі мешканці
В селі народився Бабкевич Олег Іванович — старший солдат Збройних сил України, Миколаївський полк охорони громадського порядку. Загинув 23 серпня 2014 року біля селища Лисиче Амвросіївського району в часі бойового зіткнення з російськими збройними формуваннями.

## Населення
Згідно з переписом УРСР 1989 року чисельність наявного населення села становила 117 осіб, з яких 55 чоловіків та 62 жінки.
За переписом населення України 2001 року в селі мешкали 102 особи.

### Мова
Розподіл населення за рідною мовою за даними перепису 2001 року:
| Мова       | Відсоток |
| ---------- | -------- |
| українська | 93,20 %  |
| російська  | 6,80 %   |